# エドマンド・バトラー (第4代マウントガーレット子爵)
第4代マウントガーレット子爵エドマンド・"ロー"・バトラー（英語: Edmund "Roe" Butler, 4th Viscount Mountgarret、1595年ごろ - 1679年）は、アイルランド貴族。1641年アイルランド反乱に参加したが、イングランド共和国期ではチャールズ・ステュアート（後の国王チャールズ2世）の軍に入り、王政復古の後に恩赦を受けた。

## 生涯
第3代マウントガーレット子爵リチャード・バトラーと1人目の妻マーガレット（Margaret、旧姓オニール（O'Neill）、1600年12月以降に死去、第2代ティロン伯爵ヒュー・オニールの娘）の息子として、1596年ごろに生まれた。
父と同じく1641年アイルランド反乱に参加、1646年にキルケニー総督（Governor of Kilkenny）を務めた。1651年に父が死去すると、マウントガーレット子爵位を継承した。
イングランド共和国期ではチャールズ・ステュアート（後の国王チャールズ2世）の軍で大尉を務め、イングランド王政復古の後の1660年12月12日にチャールズ2世から反乱への加担について恩赦を受け、1661年には領地も返還された。1663年にカトリック貴族からチャールズ2世への抗議文が送られたとき、マウントガーレット子爵は抗議文を送った貴族の1人だった。
1679年4月5日と6月24日の間に死去、息子リチャードが爵位を継承した。

## 家族
1人目の妻はドロシー・トゥチェット（Dorothy Touchet、1635年2月10日没、第2代キャッスルヘイヴン伯爵マーヴィン・トゥチェットの娘）で、2人は2男2女をもうけた。
- リチャード（1707年没） - 第5代マウントガーレット子爵
- ジェームズ - 早世
- マーガレット - 生涯未婚
- エリザベス - サットン氏（Sutton）と結婚したが、子供をもうけなかった

1635年、アン・サッチャー（Anne Thatcher、1636年没、ウィリアム・サッチャーの未亡人、サー・トマス・トレシャムの娘）と再婚した。
1637年、エリザベス・コンヤーズ（Elizabeth Conyers、1674年12月18日没、ウィリアム・コンヤーズの未亡人、サー・ジョージ・シメオンの娘）と再婚、1男1女をもうけた。
- エドワード - エリザベス・マシュー（Elizabeth Mathew、ジョージ・マシューの娘）と結婚、子供あり
- エリザベス